# 헤더 데일
헤더 데일(영어: Heather Dale)은 캐나다의 싱어송라이터이다. 포크 록과 켈틱 음악, 재즈, 블루스 등을 결합한 장르의 음악으로 널리 알려져 있다. 현재까지 그녀는 자신의 생년월일을 공개하지 않았다.